# (5890) Carlsberg
(5890) Carlsberg (1979 KG) – planetoida z pasa głównego asteroid okrążająca Słońce w ciągu 4,39 lat w średniej odległości 2,68 j.a. Została odkryta 19 maja 1979 roku przez Richarda Westa.